# شهدالي عبدي (تشين)
شهدالي عبدي (بالفارسية: شهدالی عبدی) هي قرية تقع في إيران في قسم تشین الريفي.